# 北京第二班相声大会
北京第二班相声大会是中国的一个相声团队，由张伯鑫、王自健、马岐等人创立于2010年9月11日。北京第二班相声大会也常被网友在上传到视频或搜索中称呼为“第二班相声”、“相声第二班”等。
北京第二班相声大会核心成员张伯鑫、王自健、马岐等人在第二班成立之前就已经合作多年，他们一同组成的相声班社在发展过程中曾先后使用过“广茗阁相声大会”、“老北京网民俗曲艺队相声大会”、“福乐社相声大会”、“挚友俱乐部”等名称。
2010年8月，正值郭德纲身陷郭德纲徒弟打人事件漩涡的时候，挚友俱乐部及公司被竞争者收购，张伯鑫、王自健为避免收购事件对郭德纲的德云联盟造成不好影响，先宣布将挚友俱乐部退出德云相声联盟，后带领原挚友俱乐部众多演员宣布退出挚友俱乐部。他们表示：“我们怕老板（收购了挚友俱乐部的老板）利用挚友的名义，做对德云相声联盟影响不好的事情，所以决定退出德云相声联盟。”
2010年9月11日，第二班相声大会正式成立，王玥波、张德武等著名曲艺演员到场为第二班相声大会的首演进行祝贺。
2011年5月，創始人之一张伯鑫宣布退出，王自健當選爲新任班主。